# Fosses-la-Ville
Fosses-la-Ville ist eine Stadt und eine Gemeinde in der Provinz Namur im wallonischen Teil Belgiens. Die Gemeinde besteht neben Fosses-la-Ville aus den Ortschaften Aisemont, Le Roux, Sart-Eustache, Sart-Saint-Laurent und Vitrival.

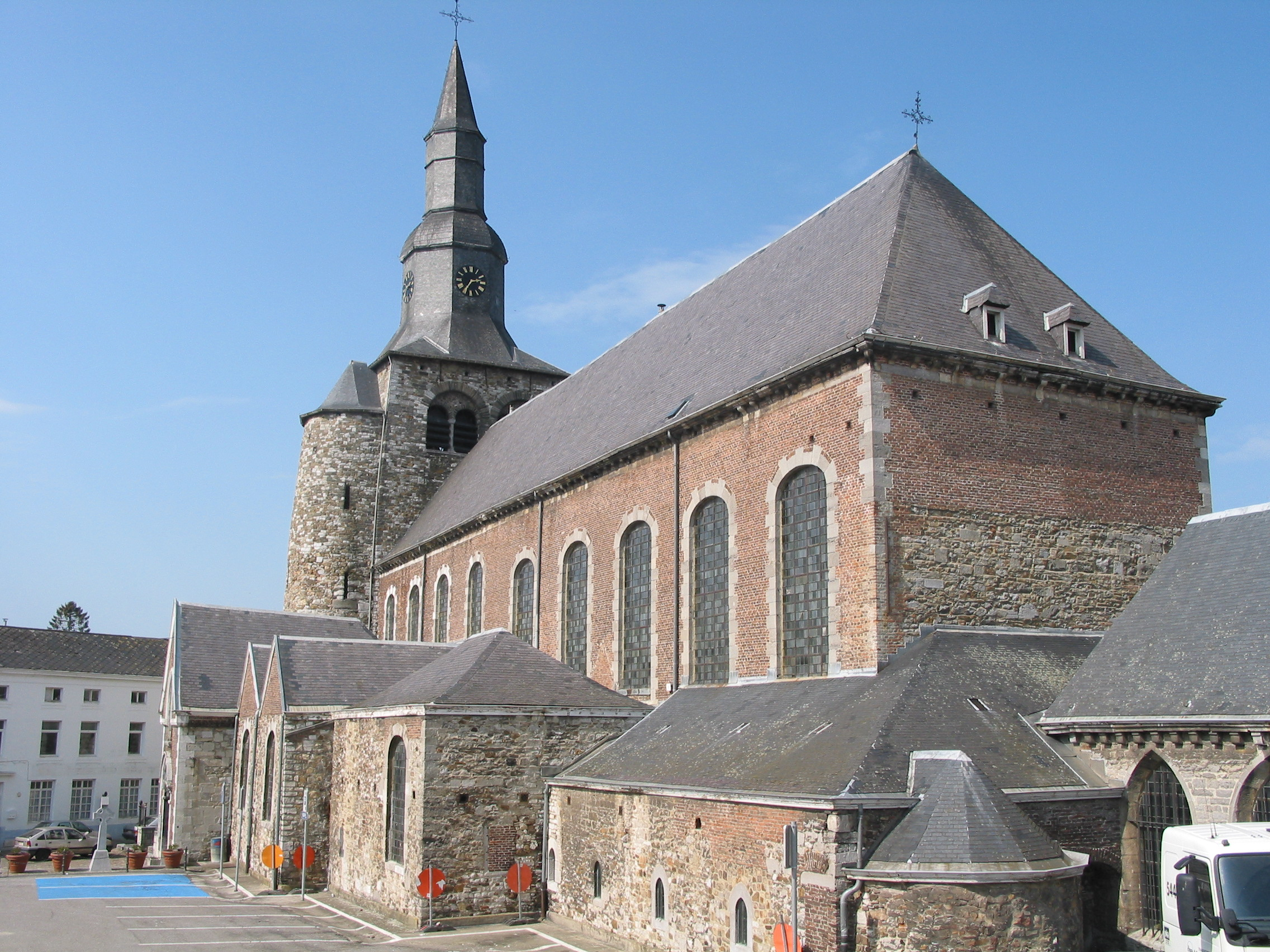
Stiftskirche St. Foillan

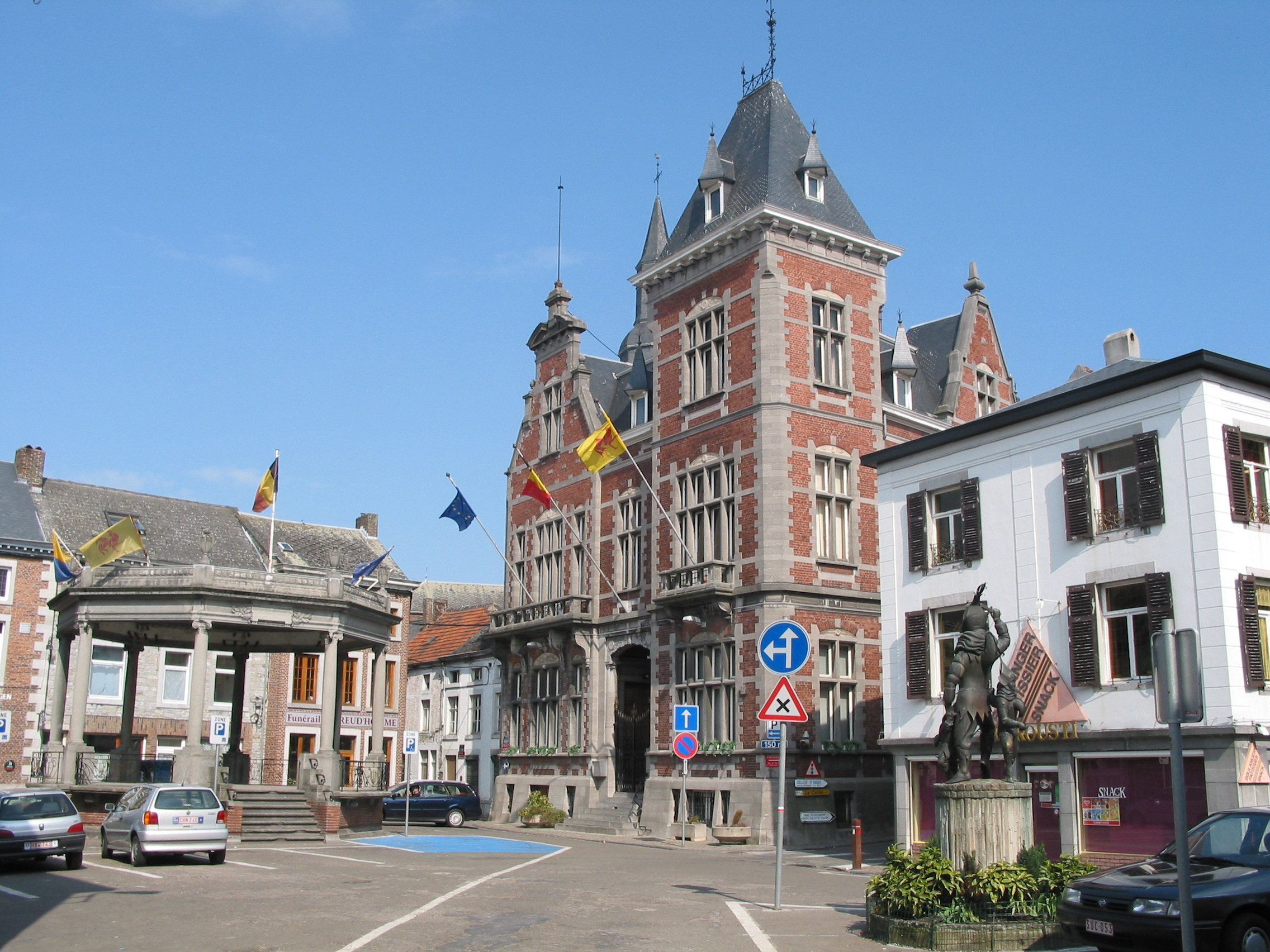
Marktplatz und Rathaus

## Abtei Fosses
Die Abtei Fosses (lateinisch Abbatia Sancti Foillani) wurde im Jahr 650 vom Heiligen Foillan, ein irischer Wandermönch, auf einem Stück Land westlich von Namur in Belgien gegründet, das ihm Gertrud von Nivelles geschenkt hatte. Er selbst trat aber nicht das Amt des Abtes der neuen Abtei an, sondern zog sich nach Nivelles zurück, nachdem er seinen Auftrag erfüllt hatte. Abt wurde einer seiner irischen Begleiter.
Foillan wurde 655 bei Roeulx ermordet, er wurde danach zum Schutzheiligen der Abtei erhoben. Nach seinem Tod übernahm sein Bruder Ultan († 680) die Leitung der Abtei.
Zum Wechsel vom 9. auf das 10. Jahrhundert war Gisela (Gisla) (* wohl 860/865, † zwischen 21. Juni und 26. Oktober 907), eine Tochter des Königs Lothar II. aus dem Hause der Karolinger, Äbtissin von Nivelles und Fosses. Die Abtei gehörte im Teilungsvertrag von Meerssen 870 zu denen, die dem neuen westfränkischen Reich Karls des Kahlen zugeteilt wurden (Reg.Imp.I.,1480). 907 und 908 bestätigte König Ludwig (das Kind) dem Bischof von Lüttich zweimal den Besitz der Abtei (Reg.Imp.I.,2046,2048). 974 verlieh Kaiser Otto II. dem Lütticher Bischof „in loco Fossas“ Markt-, Münz-, Zoll- und Braurecht (Reg.Imp.II.,666); hierbei handelt es sich wohl um die erste urkundliche Erwähnung der heutigen Stadt Fosses-la-Ville. Diese umfangreichen Rechte an Ort und Stadt ließen sich die Fürstbischöfe von Lüttich von fast allen folgenden Herrschern bestätigen: 980 von Otto II., 987 von Otto III., 1006 von Heinrich II. und 1070 von Heinrich IV. (alle Urkunden sind in den „Regesta Imperii“ abgedruckt).

## Personen, die vor Ort gewirkt haben
- Hugo von Fosses (um 1093–1164), Gründer des Prämonstratenserordens, katholischer Gedenktag: 10. März
- Juliana von Lüttich (1192–1258), Nonne in Fosses, katholischer Gedenktag: 5. April